# Wusterhausen/Dosse
Pour les articles homonymes, voir Wusterhausen.
Wusterhausen/Dosse connue également sous le nom de Wusterhausen, est une commune allemande située dans le Land de Brandebourg. La ville est située à une quarantaine de kilomètres au nord-ouest de Berlin.
La commune est située sur les bords de la rivière Dosse.

## Jumelages
Au 22 décembre 2013, Wusterhausen/Doose n'est jumelée avec aucune commune.
La commune a été jumelée en 1966 avec la commune française de  Montfermeil (France).